# Ameisen gehen andere Wege
Ameisen gehen andere Wege ist ein deutscher Spielfilm von Catharina Deus aus dem Jahr 2011 mit Henriette Confurius und Tim Oliver Schultz in den Hauptrollen.

## Handlung
Richard geht aus freien Stücken in das Jugendheim Hahnhof, damit er sein Abitur nach dem Suizid seines Vaters meistern kann. Er lernt Kyra kennen, ein ganz anderer Typ Mensch als er. Sie ist sehr verschlossen, aber mehr, weil sie nicht über ihre Vergangenheit reden möchte. Richard und Kyra merken erst spät, welches Schicksal sie miteinander verbindet.

## Produktionsnotizen
Ameisen gehen andere Wege wurde vom 31. August 2010 bis zum 11. Oktober 2010 gedreht. Der Film wurde 2011 auf den Internationalen Hofer Filmtagen gezeigt.